# 10514 Harlow
10514 Harlow è un asteroide della fascia principale. Scoperto nel 1989, presenta un'orbita caratterizzata da un semiasse maggiore pari a 2,7105681 au e da un'eccentricità di 0,0965693, inclinata di 2,94963° rispetto all'eclittica.